# Stourne de Polynésie
Aplonis tabuensis
Espèce
Statut de conservation UICN

 LC  : Préoccupation mineure
Le Stourne de Polynésie (Aplonis tabuensis) est une espèce de Passereau de la famille des Sturnidae. 

## Répartition
Cet oiseau vit dans les Samoa américaines, aux Samoa, aux Fidji, à Niue, aux Tonga, dans les Îles Santa Cruz et de Wallis et Futuna. 

## Sous-espèces
Les sous-espèces reconnues sont :
- Aplonis tabuensis brevirostris (ouest des Samoa) ;
- Aplonis tabuensis brunnescens (Niue) ;
- Aplonis tabuensis fortunae (Wallis et Futuna)
- Aplonis tabuensis manuae (Îles Manu'a aux Samoa américaines) ;
- Aplonis tabuensis nesiotes (île de Niuafoʻou aux Tonga) ;
- Aplonis tabuensis pachyrhampha (Îles Santa Cruz dans les îles Salomon) ;
- Aplonis tabuensis rotumae (Archipel de Rotuma aux Fidji) ;
- Aplonis tabuensis tabuensis (Sud des Tonga ; Archipel des îles Lau aux Fidji) ;
- Aplonis tabuensis tenebrosa (Niuatoputapu et Tafahi aux Tonga) ;
- Aplonis tabuensis tucopiae (Tucopia dans les Îles Santa Cruz aux îles Salomon) ;
- Aplonis tabuensis tutuilae (Tutuila aux Samoa américaines) ;
- Aplonis tabuensis vitiensis (Fidji).

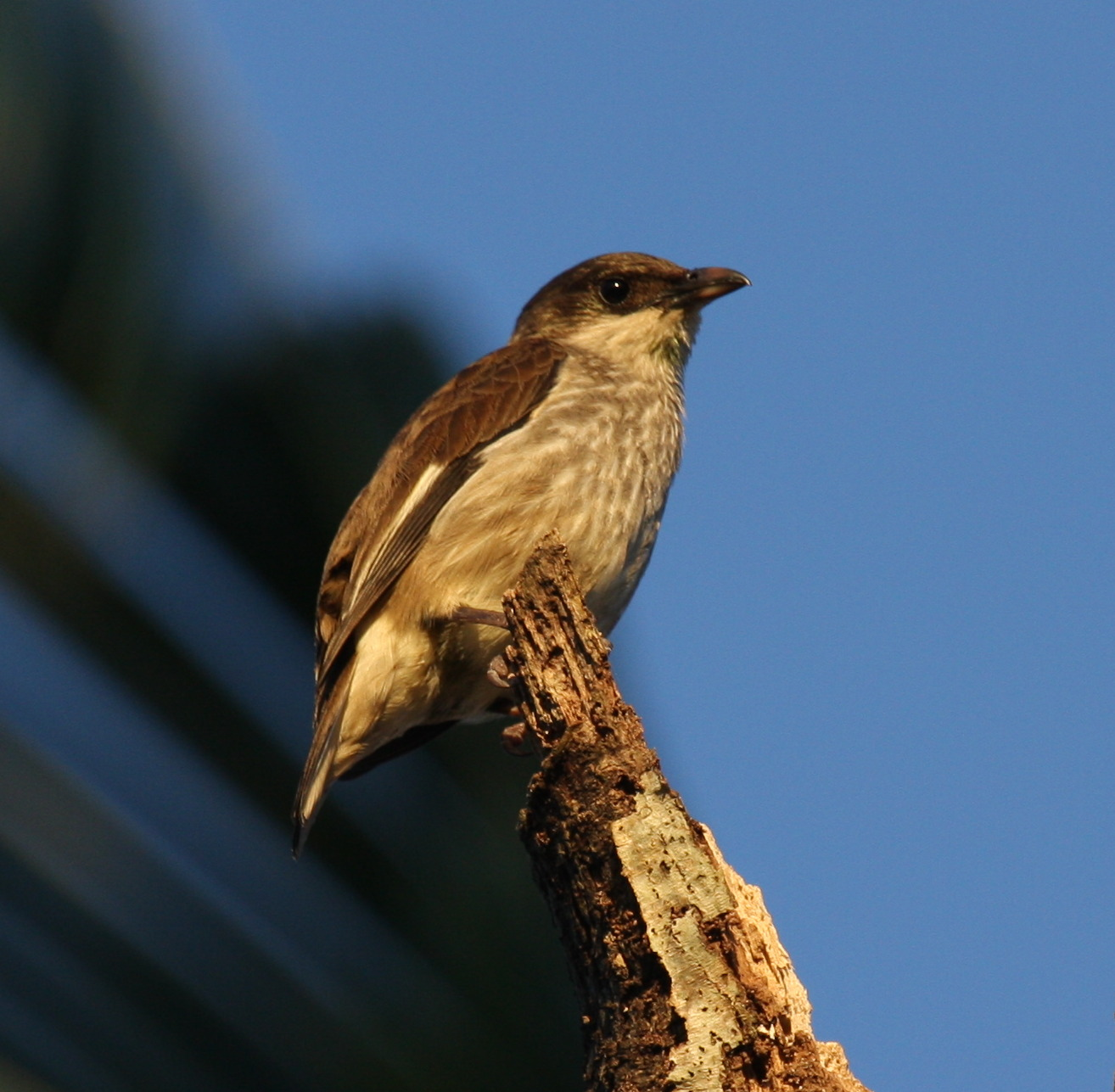
Sous-espèce A. t. Matei, Taveuni, Fidji

## Habitat
Son habitat naturel est les forêts subtropicales ou tropicales sèches et tropicales humides. 

## Description
Chez les adultes de la race nominale, la taille est d'environ 20 cm et la masse est comprise entre 52 et 69 grammes. Les plumes sont brunes avec des variations de teintes selon leur localisation : brun foncé avec un lustre violacé sur le front et le capuchon, brun-chamois plus clair pour le dessous, celles de la gorge et de la poitrine affichant des tuyaux blanchâtres créant un motif de stries. Les ailes sont brun-sombres mais les filets extérieurs des plumes secondaires sont plus pâles. La queue a une forme terminale carrée et le bec est court et épais, terminé par un petit crochet. Les pattes sont brun foncé, les iris brun-rouge. La description des juvéniles n'a pas été faite. Les variations de couleurs sont importantes entre les sous-espèces : certaines sont plus claires, d'autres plus foncées. 
Le cri d'avertissement de la Stourme de Polynésie est un double sifflement aigu et mélodieux "twee-wee" régulièrement répété. Elle délivre également d'autres sortes de sifflements et un chuintement qui peuvent être entendus d'une assez brève distance. 

## Alimentation
Son régime alimentaire est constitué de fruits et d'insectes. Sur les îles où la stourne de Samoa (Aplonis atrifusca) est présente, la stourme de polynésie est moins visible et reste en forêt là où la stourme de Samoa ne vient pas, se nourrissant de façon plus difficile, de fruits moins savoureux.

## Comportement
Les oiseaux solitaires sont assez communs même s'ils vivent souvent en petites bandes lâches. Ces oiseaux sont très actifs autant dans la recherche de nourriture — elle s'effectue depuis le sol jusqu'au sommet des arbres — où ils adoptent des positions très acrobatiques que dans leur vol marqué par des battements d'ailes fréquents. 

## Nidification
Les nids de fibres végétales sèches sont établis dans des trous d'arbres ou sur la cime d'un palmier cassé. La ponte est de deux à trois œufs avec une coquille d'une teinte bleutée mouchetée de brun rougeâtre. Ils mesurent en moyenne 2,7 x 1,9 cm chez la race vitientis (Fidji). Chez la race Brunnescens (Niue), la nidification se fait en août. Les autres sous-espèces n'ont pas fait l'objet d'observations sur ces deux points. Le comportement parental n'a pas été décrit.

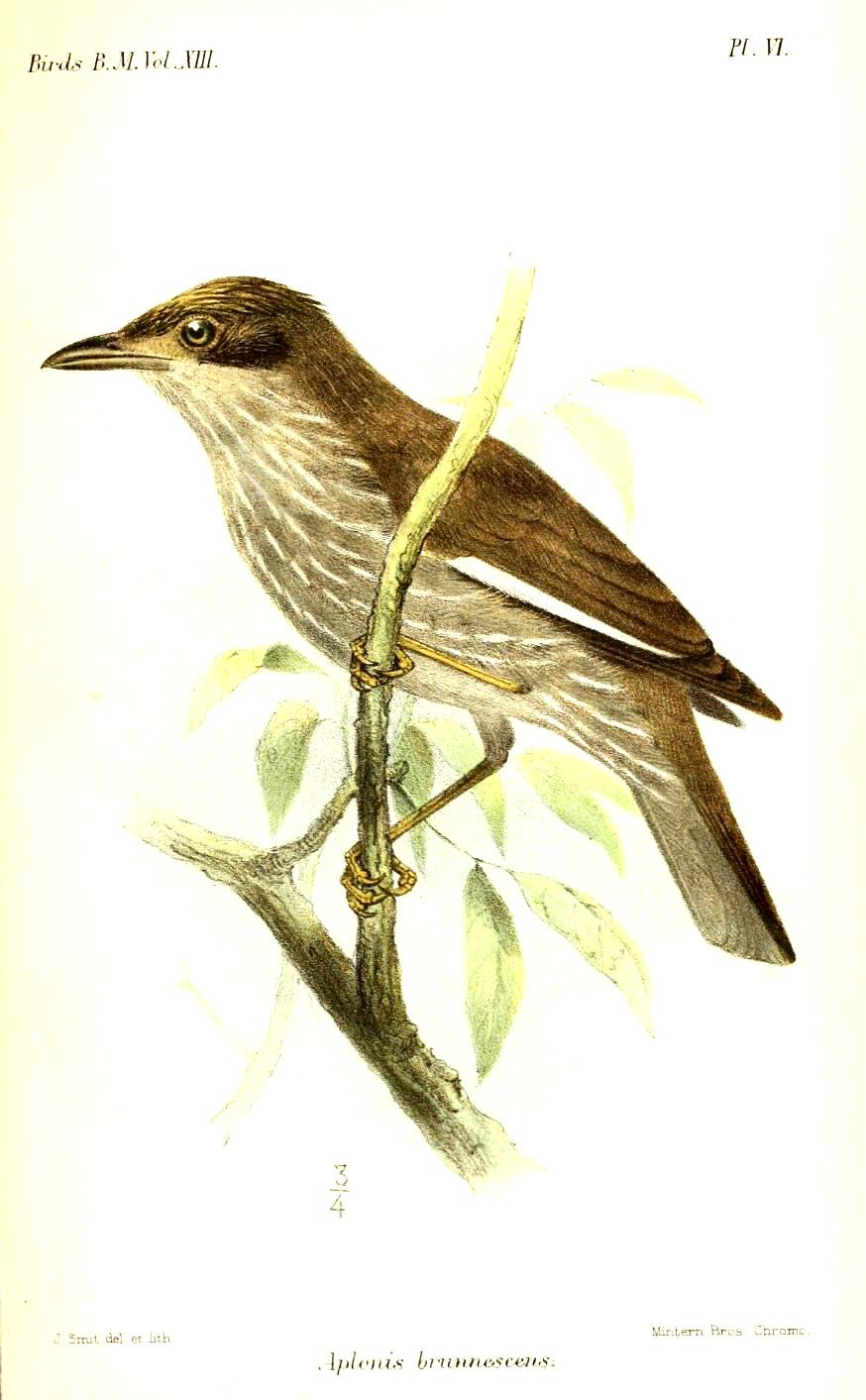
Sous-espèce A. t. brunnescens, dessin par Joseph Smit, 1890